# محادثك
محادث ك (بالإنجليزية: Konversation)‏ هو عميل آي آر سي للواجهة الرسومية كدي.

## مزايا وخيارات
- الاستيراد من كونسول.
- التفاعل مع سجل الكتب كي.
- أيقونة لكل اسم مستعار.
- حفظ القنوات والخوادم واسترجاعها.
- دعم IPv6.
- دعم الترميز الموحد UTF-8.
- SSL
- إمكانية الدخول لأكثر من خادم في نفس الوقت.

## وصلات خارجية
- محادثك على موقع Open Hub (الإنجليزية)
- محادثك على موقع SourceForge (الإنجليزية)
- موقع كونفرسيشن الرسمي